# Jimmy Walker (Politiker)

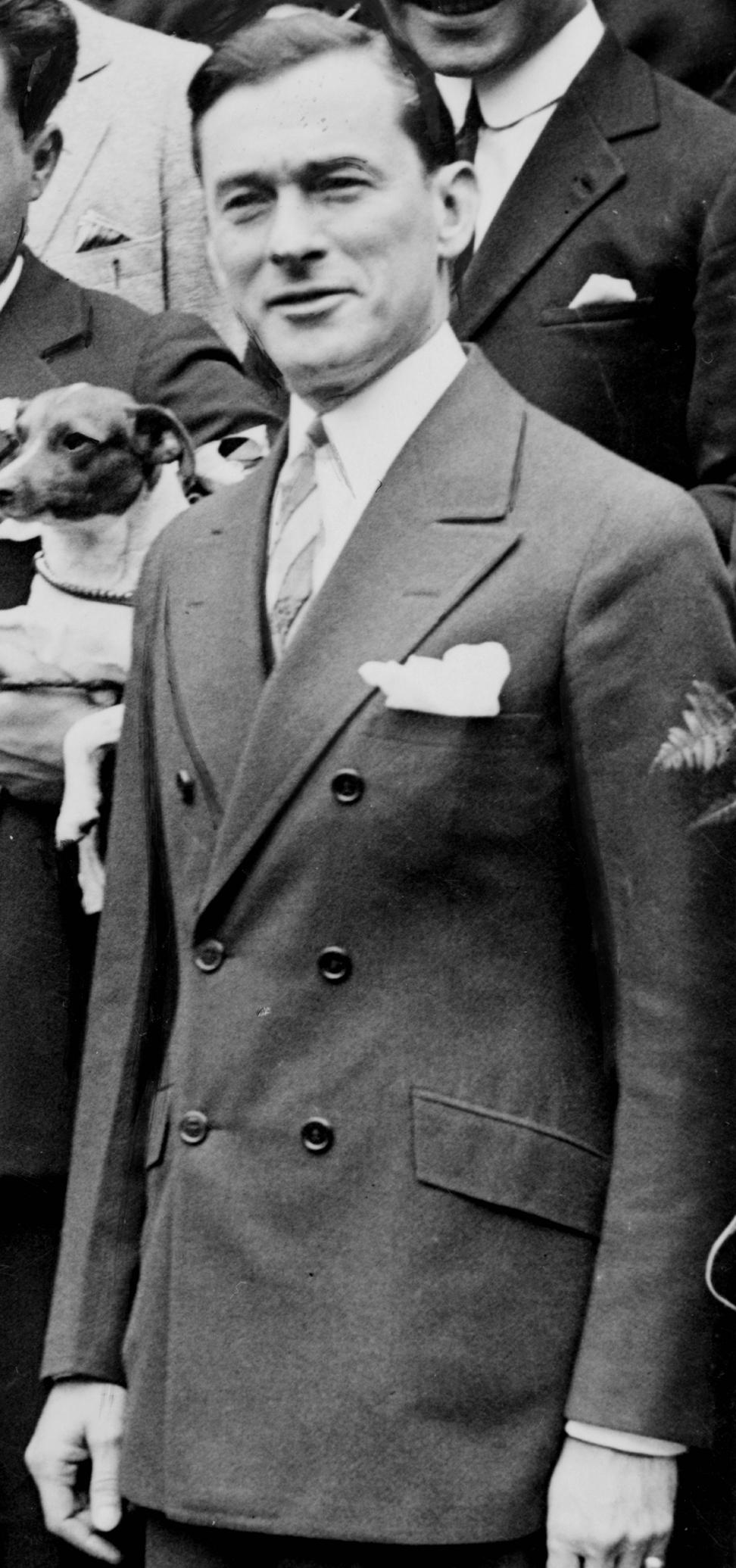
James Walker (1926)

James John „Jimmy“ Walker (* 18. Juni 1881 in New York City; † 18. November 1946 ebenda) war ein US-amerikanischer Politiker und Bürgermeister der Stadt New York City zwischen 1926 und 1932.

## Biografie
Der Sohn irischer Einwanderer besuchte ein College und eine Law School. Er arbeitete dann im Dunstkreis von Varieté und Showbusiness als Songwriter. 1908 hatte er einen Hit mit dem Lied Will you love me in December as you do in May?.
Als Mitglied der Demokratischen Partei saß Walker 1910 bis 1914 in der New York State Assembly und ab 1914 im Senat von New York; 1921 wurde er Parteichef der Demokraten von New York City. 1925 wurde er zum Bürgermeister gewählt. Eine beispiellose Amtszeit in den wilden zwanziger Jahren begann.
Er war ein Star-Bürgermeister, charmant, elegant, publikumswirksam, korrupt und arbeitsscheu. Bald hatte er mehrere Spitznamen wie „Night Mayor“ („Nachtbürgermeister“), „Jazz Mayor“ („Jazzbürgermeister“) oder „Beau James“ („Liebhaber James“). Er liebte das Leben und zeigte das deutlich mit symbolischen Auftritten für die Medien. Er mischte sich nicht in die Verwaltung ein, ließ den Personenkult um sich blühen und vertrat die Meinung, dass die Menschen in erster Linie „in Ruhe gelassen werden wollen“.
Als bedenkenloser Bonvivant war er schlampig in seiner Amtsführung, unpünktlich und übermäßig im Nachtleben präsent. Walker stand selten vor der Mittagszeit auf und verkündete öffentlich, dass es die größte Sünde sei, am selben Tag ins Bett zu gehen, an dem man aufgestanden sei. Bereits Ende der zwanziger Jahre gab es in der boomenden Stadt kaum mehr einen Unterschied zwischen Politik und Showbusiness, die Korruption blühte und fast jedes Amt war unter Walkers Regierung käuflich.
Die Folgen der Weltwirtschaftskrise zeigten die Unfähigkeit seiner Administration und Person. Die städtischen Schulden wuchsen täglich um 300.000 Dollar. Anfang 1932 drohte der Stadt New York der Bankrott, und Walker wurde vor Gericht gestellt. Da er gewaltige Summen auf seinem Bankkonto nicht erklären konnte und sich 15 Fällen von Korruption gegenübersah, trat er im September des gleichen Jahres zurück und floh nach Europa. Er kehrte erst nach dem Krieg zurück, als er sich sicher war, nicht mehr angeklagt zu werden.
Walker war sehr dem Boxsport zugetan und zeigte sich für das so genannte „Walker Law“ verantwortlich, das im Staat New York den Boxsport legalisierte. Für seine Verdienste um den Boxsport fand der Politiker 1992 Aufnahme in die International Boxing Hall of Fame.
Walkers Grab befindet sich auf dem Gate of Heaven Cemetery in Hawthorne, etwa 25 km nördlich von New York City.